# Cancioneiro de Lisboa

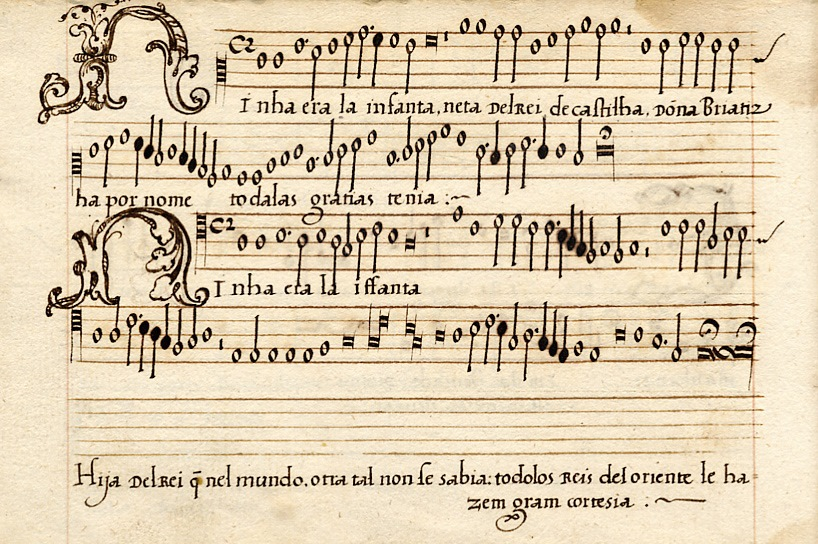
Página do Cancioneiro de Lisboa com a cantiga em castelhano Ninha era la infanta, provavelmente composta em 1521 por Gil Vicente e Pedro de Escobar.

Cancioneiro Musical da Biblioteca Nacional ou simplesmente Cancioneiro de Lisboa é o manuscrito que faz parte da Colecção Ivo Cruz (cota CIC 60) que se encontra guardado na Biblioteca Nacional de Lisboa, em Portugal. É um dos quatro cancioneiros renascentistas de música portuguesa (juntamente com o Cancioneiro de Elvas, o Cancioneiro de Belém e o Cancioneiro de Paris). Trata-se de um livro de coro de pequeno formato (96 × 146 mm) com 70 folios, faltando o 6 e o 63, produzido por volta de 1570. Alguns folios sofreram corrosão pela tinta utilizada, não sendo possível recuperar totalmente as músicas contidas neles.
Este cancioneiro é uma compilação de músicas tanto seculares quanto sacras dos séculos XV e XVI. Nenhuma das músicas faz referência ao nome do compositor, mas por comparação com outros cancioneiros se sabe que algumas delas foram compostas por Francisco de Peñalosa, Juan de Anchieta, Pedro de Escobar entre outros.

## As obras musicais
As obras musicais contidas no cancioneiro são:
| Nº | Obra                               | Compositor                | Concordâncias |
| -- | ---------------------------------- | ------------------------- | ------------- |
| 1  | Ave Maria                          | Antonio de Ribera         |               |
| 2  | Ave vera caro Christi              | Francisco de Peñalosa     |               |
| 3  | Ave vere sanguis Domini            | Francisco de Peñalosa     |               |
| 4  | Hierusalem convertere              | Anónimo                   |               |
| 5  | Stabat mater dolorosa              | Pedro de Escobar          |               |
| 6  | O sacrum convivium                 | Alonso Pérez de Alba      |               |
| 7  | Rex autem David                    | Anónimo                   |               |
| 8  | O bone Iesu                        | Anónimo                   |               |
| 9  | Benedicamus Domino                 | Anónimo                   |               |
| 10 | Hoc corpus                         | Anónimo                   |               |
| 11 | Domine Iesu Christe                | Juan de Anchieta          |               |
| 12 | Ave sanctissimum                   | Anónimo                   |               |
| 13 | Resurgens Christus                 | Anónimo                   |               |
| 14 | Halleluia Christus resurgens       | Anónimo                   |               |
| 15 | Deposuit potentes, Gloria patri    | Francisco de Peñalosa     |               |
| 16 | Quia fecti, Esurientes, Sicut erat | Vasco Pires               |               |
| 17 | Quia fecti, Esurientes             | Juan de Urrede            |               |
| 18 | Vos virgem sois nostra madre       | Anónimo                   |               |
| 19 | Terra donde me criei               | Anónimo                   |               |
| 20 | Quiso nuestro Dios eterno          | Anónimo                   |               |
| 21 | De gram prision nos quitó          | Anónimo                   |               |
| 22 | Ninha era la infanta               | Pedro de Escobar (atrib.) |               |
| 23 | Cercaranme los pesares             | Anónimo                   |               |
| 24 | Soledad tenguo de ti               | Anónimo                   | BEL           |
| 25 | Passame por Dios barquero          | Pedro de Escobar          | CME, CMP      |
| 26 | Mis ojos tristes lhorando          | Anónimo                   |               |
| 27 | Fijas de Jerusalem                 | Anónimo                   |               |
| 28 | Ave verbum incarnatum              | Anónimo                   |               |
| 29 | Em mi gram suffrimento             | Anónimo                   |               |
| 30 | Ojos tristes non lhoreis           | Anónimo                   |               |
| 31 | Non me pregunteis a mis males      | Anónimo                   |               |
| 32 | Puse mis amores                    | Anónimo                   |               |
| 33 | Por mi mal me lo tornastes         | Anónimo                   |               |
| 34 | Si tantos monteros                 | Anónimo                   |               |
| 35 | Acabarseam mis plazeres            | Anónimo                   |               |
| 36 | Parto tryste saludoso              | Anónimo                   |               |
| 37 | O tempo bom tudo cura              | Anónimo                   |               |
| 38 | Incipit oracio Ieremie             | Anónimo                   |               |
| 39 | (incompleto)                       | Anónimo                   |               |
| 40 | Parce michi domine                 | Anónimo                   |               |
| 41 | Ordo ad inumandum fratrem mortuum  | Anónimo                   |               |
| 42 | Sancta Maria, succurre miseris     | Anónimo                   |               |
| 43 | Benedicamus Domino                 | Anónimo                   |               |
| 44 | Benedicamus Domino                 | Anónimo                   |               |
| 45 | Benedicamus Domino                 | Anónimo                   |               |
| 46 | Benedicamus Domino                 | Anónimo                   |               |

Concordâncias com outros manuscritos:
- [BEL] - Cancioneiro de Belém (Museu Nacional de Arqueologia e Etnologia ms. 3391)
- [CME] - Cancioneiro Musical de Elvas (P-Em 11793)
- [CMP] - Cancioneiro de Palácio (E-Mp 1335)